# Kvítkov
Kvítkov – gmina w Czechach, w powiecie Česká Lípa, w kraju libereckim. 1 stycznia 2014 liczyła 230 mieszkańców.